# Aclis walleri
Aclis walleri är en snäckart som beskrevs av John Gwyn Jeffreys 1867. Aclis walleri ingår i släktet Aclis och familjen Aclididae. Arten är reproducerande i Sverige. Inga underarter finns listade i Catalogue of Life.